# キラキラと輝くもの
『キラキラと輝くもの』（きらきらとかがやくもの）は筋肉少女帯の11枚目のアルバム。

## 解説
ジャケット画は『夢幻紳士』などで知られる高橋葉介によるもので、旧角川文庫版の江戸川乱歩『パノラマ島奇談』の表紙画を流用している。
2018年6月20日にはメジャーデビュー30周年を記念して、ボーナストラックを加え、メンバー監修のもと全曲リマスタリングし、『キラキラと輝くもの+6』と改題して再発売されたほか、同日にはiTunesなどの音楽配信サイトにて、ボーナストラックを除いたリマスター音源が配信された。

## 収録曲
1. 冬の風鈴 ～序文～
（作詞：大槻ケンヂ / 作曲：大槻ケンヂ・筋肉少女帯 / 編曲：筋肉少女帯）
2. 小さな恋のメロディ
（作詞：大槻ケンヂ / 作曲：橘高文彦・筋肉少女帯 / 編曲：筋肉少女帯）
アニメ「EAT-MAN」オープニングテーマ。1997年にシングルカットされる。
3. 機械
（作詞：大槻ケンヂ / 作曲：本城聡章・筋肉少女帯 / 編曲：筋肉少女帯）
間奏で大槻が呟いている人名は、「ニコラ・テスラ」、「トーマス・アルヴァ」、「フランツ・アントン・メスメル」、「ヴィルヘルム・ライヒ」、「アーサー・コナン・ドイル」。2013年に妖精帝國がアルバム「PAX VESANIA」でカバー。
4. 僕の歌を総て君にやる
（作詞：大槻ケンヂ / 作曲：橘高文彦・筋肉少女帯 / 編曲：筋肉少女帯）
5. サーチライト
（作詞：大槻ケンヂ / 作曲：本城聡章・筋肉少女帯 / 編曲：筋肉少女帯）
大槻の詩人としての思いが込められた9分30秒の大作。市川哲史は「この曲で大槻が筋少で唄いたいことは完全に終わった」と評した[2]。
6. そして人生は続く
（作詞：大槻ケンヂ / 作曲：本城聡章・筋肉少女帯 / 編曲：筋肉少女帯）
7. ザジ、あんまり殺しちゃダメだよ
（作詞：P-子・大槻ケンヂ / 作曲：本城聡章・筋肉少女帯 / 編曲：筋肉少女帯）
8. ベティー・ブルーって呼んでよね
（作詞：大槻ケンヂ / 作曲：本城聡章・筋肉少女帯 / 編曲：筋肉少女帯）
9. お散歩モコちゃん
（作詞：大槻ケンヂ / 作曲：太田明・筋肉少女帯 / 編曲：筋肉少女帯）
10. 冬の風鈴
（作詞：大槻ケンヂ / 作曲：大槻ケンヂ・筋肉少女帯 / 編曲：筋肉少女帯）
11. 小さな恋のメロディ (Kitsutaka's Demo)
『キラキラと輝くもの+6』のみボーナストラック
12. 機械 (Honjo's Demo)
『キラキラと輝くもの+6』のみボーナストラック
13. 僕の歌を総て君にやる (Kitsutaka's Demo)
『キラキラと輝くもの+6』のみボーナストラック
14. サーチライト (Honjo's Demo)
『キラキラと輝くもの+6』のみボーナストラック
15. ザジ、あんまり殺しちゃだめだよ (Honjo's Demo)
『キラキラと輝くもの+6』のみボーナストラック
16. 冬の風鈴 (Otsuki's Demo)
『キラキラと輝くもの+6』のみボーナストラック

## 演奏者
- 大槻ケンヂ - ボーカル
- 橘高文彦 - ギター
- 本城聡章 - ギター
- 内田雄一郎 - ベース
- 太田明 - ドラム
- 秦野猛行 - キーボード（ゲスト）
- 小川文明 - キーボード（ゲスト）
- 潮崎裕巳 - キーボード（ゲスト）
- ホッピー神山 - キーボード（ゲスト）